# Hârșova

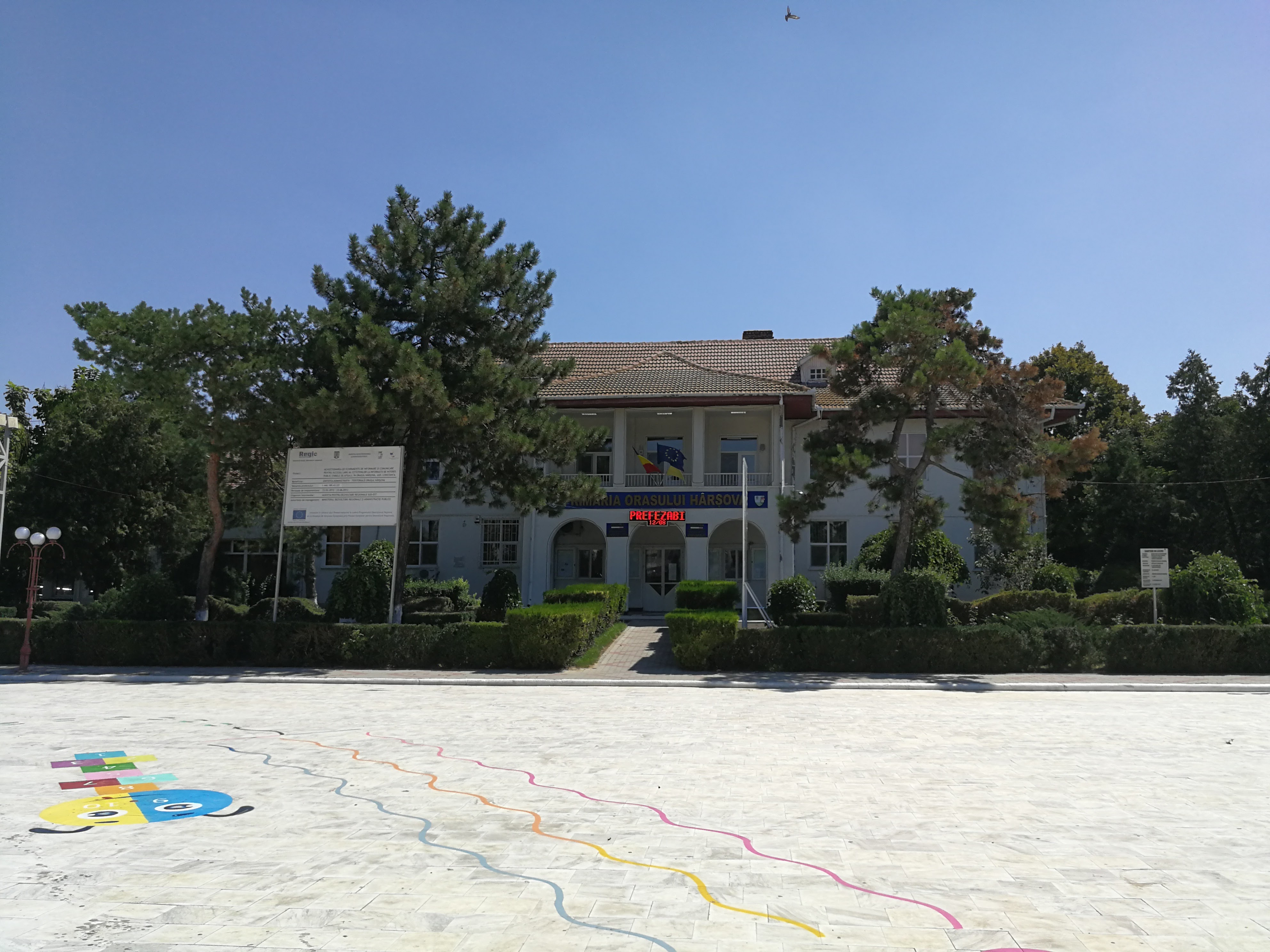
Câmara Municipal de Hârșova

Hârșova é uma cidade da Romênia com 11.198 habitantes, localizada no județ (distrito) de Constanța.